# GMA網絡
GMA網絡公司〈英文：〉是一家菲律賓媒體公司，總部位於奎松市。 它由羅伯特·拉魯·斯圖爾特於 1950 年創立。

## 历史
該公司的根源可以追溯到當時由美國戰地記者 羅伯特·拉魯·斯圖爾特 (Robert La Rue Stewart) 擁有的 洛雷托·德·赫梅德斯 洛雷托·德·赫梅德斯 (Loreto F. de Hemedes, Inc.)。 該公司首先通過廣播電台 DZBB 在馬尼拉推出了第一家 AM 廣播電台。 它於 1950年3月1日播出，使用 AM 頻段的 580 kHz 頻率，在馬尼拉埃斯科塔的卡爾沃大廈播出。 其早期廣播報導的亮點是拉蒙·麥格賽賽總統的飛機在曼農加爾山墜毀； 希博克山的噴發和菲律賓的各種地方選舉。 DZBB 成為菲律賓第一家使用電話進行現場採訪的廣播電台。
自首次廣播以來的幾年內，該電台取得了巨大成功，聽眾數量不斷增加，這表明該電台已搬遷至奎松市 EDSA 的現代化設施，並於 1959年完成了這項工作。
1961年10月29日，該公司使用當地 VHF 7 頻道推出了第一家電視台 RBS TV Channel 7。1963 年，DYSS Television 在宿務推出。 1974年，由 吉爾貝托·杜維特·高級 (Gilberto Duavit Sr.)、梅南德羅·希門尼斯 (Menardo Jimenez) 和 費利佩·戈宗 (Felipe Gozon) 組成的三巨頭接管了該公司，該公司由 洛雷托·德·赫梅德斯 (Loreto F. de Hemedes, Inc.) 更名為 共和廣播系統公司 (Republic Broadcasting System, Inc.)。
1987 年，GMA 成為菲律賓第一家使用 StereoVision 進行廣播的網絡，同時在百老匯中心開設了高端現場演播室。 1988 年，該網絡通過改用 777 英尺高的發射器（稱為“電力塔” / Tower of Power），極大地改善了信號。 1992年，菲律賓國會通過一項法律，允許該網絡再運行25年。 該網絡發射了彩虹衛星，使其節目在全國和整個東南亞地區播出。 1996年，公司將公司名稱更改為 GMA網絡公司 (GMA Network, Inc.)。
2017年4月21日，菲律賓總統羅德里戈·杜特爾特簽署了第10925號共和國法案，將 GMA網絡 (GMA Network) 的許可證再延長25年。 該法律授予 GMA Network, Inc. 特許經營權，可在菲律賓各地出於商業目的建造、安裝、運營和維護廣播電台和電視台，包括數字電視系統以及中繼站等相應設施。

## 電視頻道

### 當地的
當前的
- GMA电视网 (GMA Network)
  - DZBB-TV (Manila)
  - DZEA-TV (Dagupan)
  - D-12-ZB-TV (Batangas)
  - DWAI-TV (Naga)
  - DYXX-TV (Iloilo)
  - DYGM-TV (Bacolod)
  - DYSS-TV (Cebu)
  - DXMJ-TV (Davao)
- 好電視網（英语：GTV (Philippine TV network)） (GTV)
  - DWDB-TV (Manila)
- 亞洲之心頻道（英语：Heart of Asia Channel） (Heart of Asia)
- 哈利流行音樂 (Hallypop) (與純吾電視台合作)
- 我心電影 (I Heart Movies)
- 菲律賓金曲 (Pinoy Hits)

以前的
- 優質電視網（英语：Q (TV network)） (QTV / Q) (與佐伊廣播網（英语：ZOE Broadcasting Network）合作)
- 福克斯菲律賓語 (Fox Filipino) (與华特迪士尼公司合作)

### 國際的
- GMA菲律賓電視台 (GMA Pinoy TV)
- GMA生活電視台 (GMA Life TV)
- GMA新聞電視台 (GMA News TV)

## 電台頻道
- Super Radyo
  - DZBB 594 (Manila)
  - DZSD 1548 (Dagupan)
  - DYSP 909 (Puerto Princesa)
  - DYSI 1323 (Iloilo)
  - DYSB 1179 (Bacolod)
  - DYSS 999 (Cebu)
  - DXRC 1287 (Zamboanga)
  - DXGM 1125 (Davao)
- Barangay FM
  - DWLS 97.1 (Manila)
  - DWRA 92.7 (Baguio)
  - DWTL 93.5 (Dagupan)
  - DWWQ 89.3 (Tuguegarao)
  - DWQL 91.1 (Lucena)
  - DYHY 97.5 (Puerto Princesa)
  - DWCW 96.3 (Naga)
  - DYMK 93.5 (Iloilo)
  - DYEN 107.1 (Bacolod)
  - DYRT 99.5 (Cebu)
  - DXLX 100.7 (Cagayan de Oro)
  - DXRV 103.5 (Davao)
  - DXCJ 102.3 (General Santos)

## 互聯網
- GMANetwork.com
- GMA News Online
- GMA On Demand
- Kapuso Stream

## 子公司和部門
- Alta Productions Group, Inc.
- Citynet Network Marketing and Productions, Inc.
- GMA Entertainment Group
- GMA Integrated News
- GMA International
- GMA Kapuso Foundation
- GMA Network Films, Inc. (GMA Pictures)
- GMA New Media, Inc.
  - Digify
  - GMA Affordabox
  - GMA Now
- GMA Public Affairs
- GMA Radio
- GMA Regional TV
- GMA Sports
- GMA Worldwide, Inc.
- MediaMerge Corporation
- RGMA Marketing and Productions, Inc.
  - GMA Music
  - GMA Playlist
- Scenarios, Inc.
- Script2010, Inc.
- Sparkle GMA Artist Center

## 外部連結
- （英文） GMA官方网页（页面存档备份，存于）（菲律宾）